# Tyrkisk Superliga i håndbold (kvinder)
Tyrkisk Superliga i håndbold er kvindernes toprække i håndbold i Tyrkiet.